# Main Event der World Series of Poker 2003
Das Main Event der World Series of Poker 2003 war das Hauptturnier der 34. Austragung der Poker-Weltmeisterschaft in Las Vegas.

## Turnierstruktur
Das Hauptturnier der World Series of Poker in No Limit Hold’em startete am 19. Mai und endete mit dem Finaltisch am 23. Mai 2003. Ausgetragen wurde das Turnier im Binion’s Horseshoe in Las Vegas. Die insgesamt 839 Teilnehmer mussten ein Buy-in von je 10.000 US-Dollar zahlen, für sie gab es 63 bezahlte Plätze. Beste Frau war, wie schon im Jahr 2000, Annie Duke, die den 47. Platz für 20.000 Dollar belegte. Kein deutschsprachiger Spieler konnte sich im Geld platzieren.

## Finaltisch

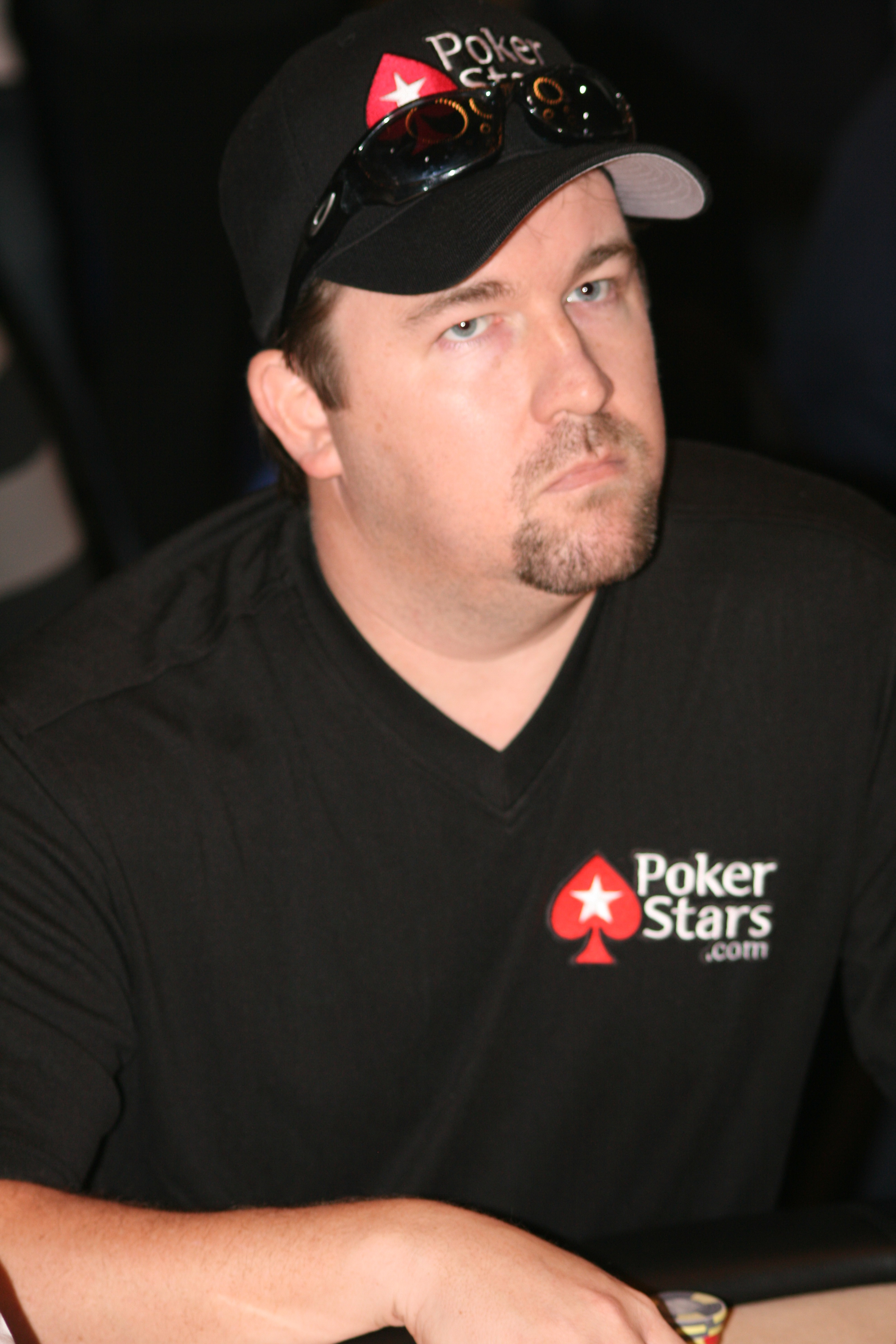
Chris Moneymaker (2008)

Der Finaltisch wurde am 23. Mai 2003 ausgespielt. Mit Chris Moneymaker gewann ein Amateur das Main Event, was einen Pokerboom (den sogenannten Moneymaker-Boom) auslöste und schon im Folgejahr die Teilnehmerzahl mehr als verdreifachte. In der finalen Hand gewann er mit 5♦ 4♠ gegen Farha mit J♥ 10♦.
| Platz | Herkunft           | Spieler          | Preisgeld (in $) |
| ----- | ------------------ | ---------------- | ---------------- |
| 1     | Vereinigte Staaten | Chris Moneymaker | 2.500.000        |
| 2     | Vereinigte Staaten | Sam Farha        | 1.300.000        |
| 3     | Vereinigte Staaten | Dan Harrington   | 0.650.000        |
| 4     | Vereinigte Staaten | Jason Lester     | 0.440.000        |
| 5     | Vereinigte Staaten | Tomer Benvenisti | 0.320.000        |
| 6     | Iran               | Amir Vahedi      | 0.250.000        |
| 7     | Vereinigte Staaten | Young Pak        | 0.200.000        |
| 8     | Vereinigte Staaten | David Grey       | 0.160.000        |
| 9     | Vereinigte Staaten | David Singer     | 0.120.000        |